# Microchironomus stilifer
Microchironomus stilifer är en tvåvingeart som först beskrevs av Freeman 1954.  Microchironomus stilifer ingår i släktet Microchironomus och familjen fjädermyggor. Inga underarter finns listade i Catalogue of Life.